# Celebesz
Az indonéz szigetvilágban elterülő Celebesz vagy Szulavézi (indonéz: Sulawesi) a Föld 11. legnagyobb szigete. Az ország negyedik legnagyobb szigetének kiterjedése mintegy 174 600 km². A szigetet az európaiak közül elsőként portugál hajósok érték el, 1512-ben.

## A sziget földrajza
A sziget Borneótól keletre, a Fülöp-szigetektől délre, Timortól és Florestől északra helyezkedik el. A szigetet négy, szinte végtagokként kinyúló félszigete minden mástól megkülönböztethető alakúvá teszi. Középső része domborzatilag erősen szabdalt, ebből következően a félszigetek szárazföldi kapcsolata meglehetősen mérsékelt, megközelítésük a tenger felől könnyebb, mint autóval. Ezen változtatott részben a közelmúltban átadott, közel 50 évig épített, 2000 kilométer hosszú Trans-Sulawesi-autópálya.

## Népesség

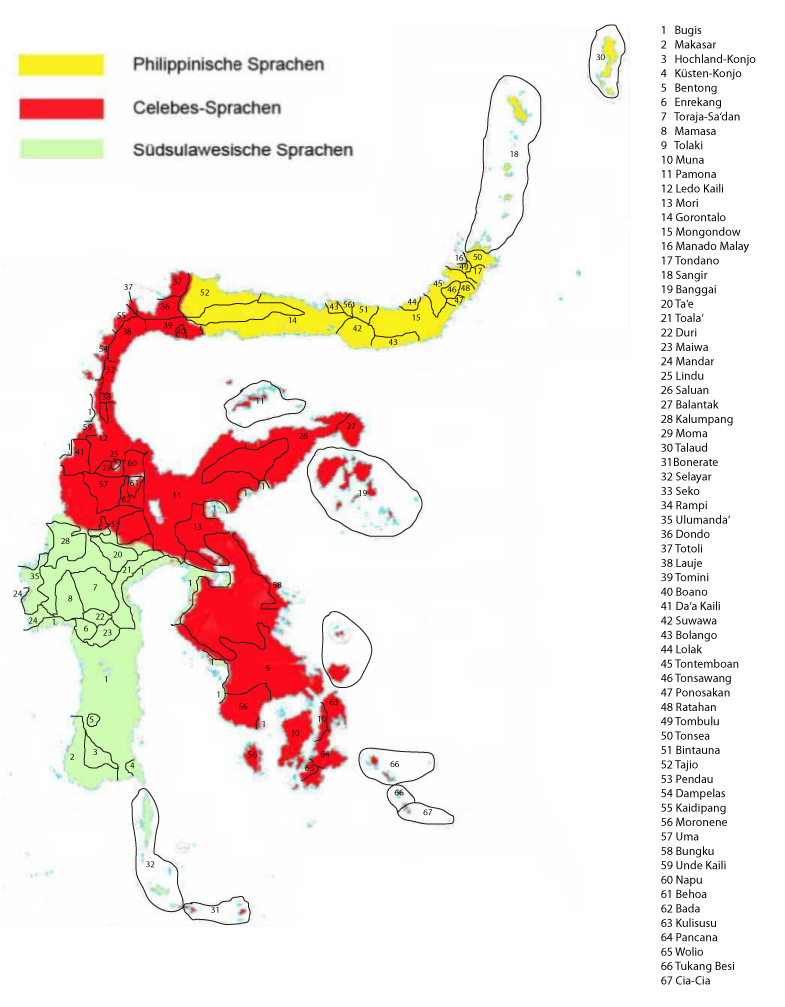
Celebesz nyelvi térképe

2019-ben a szigeten mintegy 19 millió fős, etnikailag igen vegyes képet mutató népesség él. A lakosság többsége délnyugatra, Makassar (korábban Ujung Padang) köré, valamint északra, Manado, az egyetlen nemzetközi repülőtér, valamint Gorontalo, Poso, Palu és Luwuk környékére koncentrálódik.
A népesség nagy része 1630 óta iszlám vallású, a misszionáriusok tevékenységének következményeként azonban mára a sziget népességének 18%-a keresztény, amivel a sziget hidat teremt a muszlim Indonézia és az erősen katolikus Fülöp-szigetek között.

## Közigazgatás

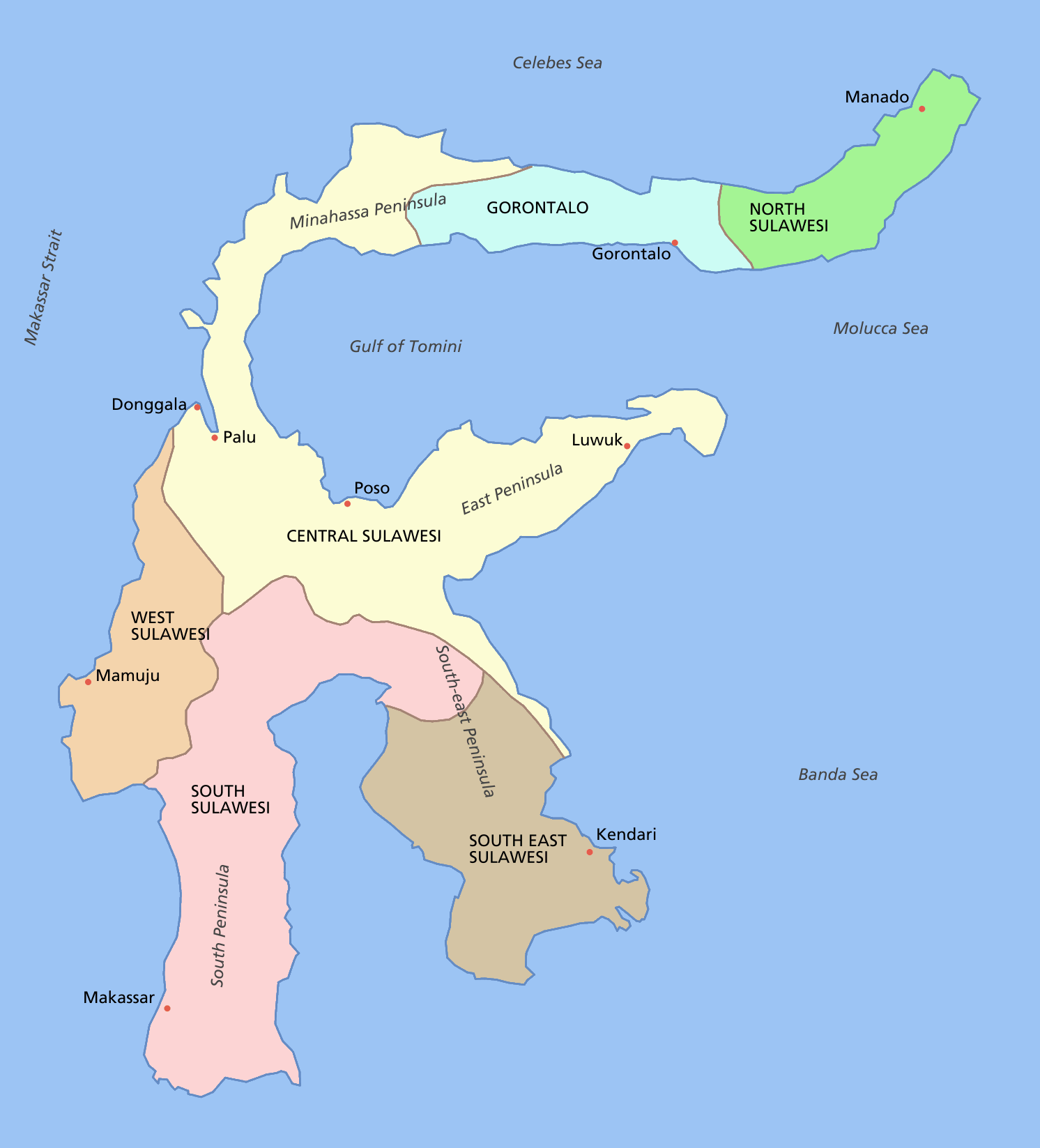
Celebesz közigazgatási térképe

A szigetet az indonéz kormány 6 tartományra osztotta fel:
- Nyugat-Szulavézi (Sulawesi Barat)
- Dél-Szulavézi (Sulawesi Selatan)
- Délkelet-Szulavézi (Sulawesi Tenggara)
- Középső-Szulavézi (Sulawesi Tengah)
- Észak-Szulavézi (Sulawesi Utara)
- Gorontalo

## Természeti katasztrófák
2018. szeptember 28-án 7,7-es erősségű földrengés pattant ki a sziget középső részén, epicentruma Donggala várostól kb. 50 km-re volt. A földrengés és az azt követő szökőár nagy pusztítást okozott. A halálos áldozatok száma – az első jelentések szerint – elérte a 384 főt.